# Mehama
Koordinaten: 58° 31′ N, 23° 2′ O
Mehama ist ein Dorf (estnisch küla) auf der größten estnischen Insel Saaremaa. Es gehört zur Landgemeinde Saaremaa (bis 2017: Landgemeinde Orissaare) im Kreis Saare.
Das Dorf hat 24 Einwohner (Stand 31. Dezember 2011).